# Peter Benchley
Peter Bradford Benchley, ameriški pisatelj, scenarist in občasno tudi igralec * 8. maj 1940 New York City, ZDA † 11. februar 2006 New Jersey, ZDA.                   
Znan je kot avtor uspešnega romana Žrelo (Shark Life: True Stories About Sharks & the Sea), njegovo filmsko priredbo pa je napisal skupaj s Carlom Gottliebom. Več njegovih del je bilo prilagojenih tudi za kino in televizijo, med njimi Globina, Otok, Zver in Beli morski volk. 
Benchley je pozneje v svojem življenju obžaloval svoje senzacionalistično pisanje o morskih psih, za katero se mu je zdelo, da spodbuja pretiran strah in nepotrebne poboje tako pomembnega plenilca v oceanskih ekosistemih in postal zagovornik ohranjanja morja.
Umrl je leta 2006 zaradi pljučne fibroze, v starosti 65 let.